# Spaelotis clandestina
Spaelotis clandestina là một loài bướm đêm trong họ Noctuidae.